# Келечі Іхеаначо
Келечі Іхеаначо (англ. Kelechi Iheanacho, нар. 3 жовтня 1996, Імо) — нігерійський футболіст, нападник клубу «Лестер Сіті» і національної збірної Нігерії.

## Клубна кар'єра
Вихованець юнацьких команд футбольних клубів «Тає Академі» та «Манчестер Сіті».
У дорослому футболі дебютував 2015 року виступами за команду клубу «Манчестер Сіті», в якій протягом двох сезонів провів понад 60 матчів у всіх турнірах. 
Келечі підписав контракт на п’ять років з «Лестер Сіті» 3 серпня 2017 року. Клуб заплатив 25 мільйонів фунтів. Дебютував 11 серпня проти «Арсеналу», проте команда поступилася з рахунком 4–3. Перший гол за «Лестер» нігерієць забив проти «Лідс Юнайтед» 24 жовтня. 16 січня 2018 року став першим гравцем в історіі АПЛ, чий гол було зараховано після перевірки за допомогою VAR. На початку сезону 2021-22 виграв Суперкубок Англії проти «Манчестер Сіті». Келечі вийшов на поле на 79-ій хвилині, а через 10 хвилин забив вирішальний гол з пенальті у ворота свого минулого клубу.

## Виступи за збірні
2013 року дебютував у складі юнацької збірної Нігерії, взяв участь у 7 іграх на юнацькому рівні, відзначившись 8 забитими голами.
З 2015 року залучається до складу молодіжної збірної Нігерії. За молодіжну збірну зіграв у 2 офіційних матчах.
У 2015 році дебютував в офіційних матчах у складі національної збірної Нігерії. 
3 червня 2018 року був включений до заявки збірної на чемпіонат світу з футболу 2018 року в Російській Федерації.
| Дата       | Місто          | Господарі  | Результат | Гості    | Турнір                                  | Голи | Примітки |
| ---------- | -------------- | ---------- | --------- | -------- | --------------------------------------- | ---- | -------- |
| 13-11-2015 | Лобамба        | Есватіні   | 0 – 0     | Нігерія  | Відбір до ЧС 2018                       | -    | 66'      |
| 25-3-2016  | Кадуна         | Нігерія    | 1 – 1     | Єгипет   | Відбір до Кубка африканських націй 2017 | -    | 62'      |
| 27-5-2016  | Ле-Петі-Кевії  | Нігерія    | 1 – 0     | Малі     | товариський матч                        | 1    | 74'      |
| 31-5-2016  | Люксембург     | Люксембург | 1 – 3     | Нігерія  | товариський матч                        | 1    |          |
| 3-9-2016   | Уйо            | Нігерія    | 1 – 0     | Танзанія | Відбір до Кубка африканських націй 2017 | 1    |          |
| 9-10-2016  | Ндола          | Замбія     | 1 – 2     | Нігерія  | Відбір до ЧС 2018                       | 1    |          |
| 12-11-2016 | Уйо            | Нігерія    | 3 – 1     | Алжир    | Відбір до ЧС 2018                       | -    |          |
| 23-3-2017  | Лондон         | Нігерія    | 1 – 1     | Сенегал  | товариський матч                        | 1    |          |
| 1-6-2017   | Сен-Ле-ла-Форе | Нігерія    | 3 – 0     | Того     | товариський матч                        | 1    | 70'      |
| 10-6-2017  | Уйо            | Нігерія    | 0 – 2     | ПАР      | Відбір до Кубка африканських націй 2019 | -    | 71'      |
| 1-9-2017   | Уйо            | Нігерія    | 4 – 0     | Камерун  | Відбір до ЧС 2018                       | 1    | 61'      |
| 4-9-2017   | Яунде          | Камерун    | 1 – 1     | Нігерія  | Відбір до ЧС 2018                       | -    | 80'      |
| 10-11-2017 | Константіна    | Алжир      | 1 – 1     | Нігерія  | Відбір до ЧС 2018                       | -    |          |
| 14-11-2017 | Краснодар      | Аргентина  | 2 – 4     | Нігерія  | товариський матч                        | 1    | 16' 70'  |
| 23-3-2018  | Вроцлав        | Польща     | 0 – 1     | Нігерія  | товариський матч                        | -    | 82'      |
| 28-5-2018  | Порт-Гаркорт   | Нігерія    | 1 – 1     | ДР Конго | товариський матч                        | -    | 46'      |
| 2-6-2018   | Лондон         | Англія     | 2 – 1     | Нігерія  | товариський матч                        | -    | 77'      |
| Усього     |                | Матчів     | 17        |          | Голів                                   | 8    |          |

## Досягнення
- Чемпіон світу серед 17-річних:

U-17  Нігерія: 2013
- Володар Кубка Футбольної ліги (1):

«Манчестер Сіті»: 2015-16
- Володар Кубка Англії (1):

«Лестер Сіті»: 2020-21
- Володар Суперкубка Англії (1):

«Лестер Сіті»: 2021